# 清江站
清江站（朝鲜语：／ Ch'ŏnggang yŏk */?）是朝鮮民主主義人民共和國平安北道东林郡的一個鐵路車站，属于平义线。

## 邻近车站
平义线
宣川站 - 清江站 - 东林站